# 15577 Gywilliams
15577 Gywilliams este un asteroid din centura principală de asteroizi.

## Descriere
15577 Gywilliams este un asteroid din centura principală de asteroizi. A fost descoperit pe 5 aprilie 2000 la Socorro, New Mexico, în cadrul proiectului LINEAR. Asteroidul prezintă o orbită caracterizată de o semiaxă mare de 2,22 ua, o excentricitate de 0,12 și o înclinație de 2,2° în raport cu ecliptica.